# Gutierrezia
 Gutierrezia   Lag., 1816 è un genere di piante angiosperme dicotiledoni della famiglia delle Asteraceae, sottofamiglia Asteroideae, tribù Astereae (North American lineage) e sottotribù Gutierreziinae.

## Etimologia
Il nome del genere (Gutierrezia ) è stato dato in onore del nobile spagnolo del XIX secolo Pedro Gutierrez de Salceda, botanico e farmacista presso il Giardino Botanico Reale di Madrid.
Il nome scientifico del genere è stato definito dal botanico Mariano Lagasca y Segura (1776-1839) nella pubblicazione " Genera et species plantarum, quae aut novae sunt aut nondum recte cognoscuntur" ( Gen. Sp. Pl. [Lagasca] 30) del 1816.

## Descrizione

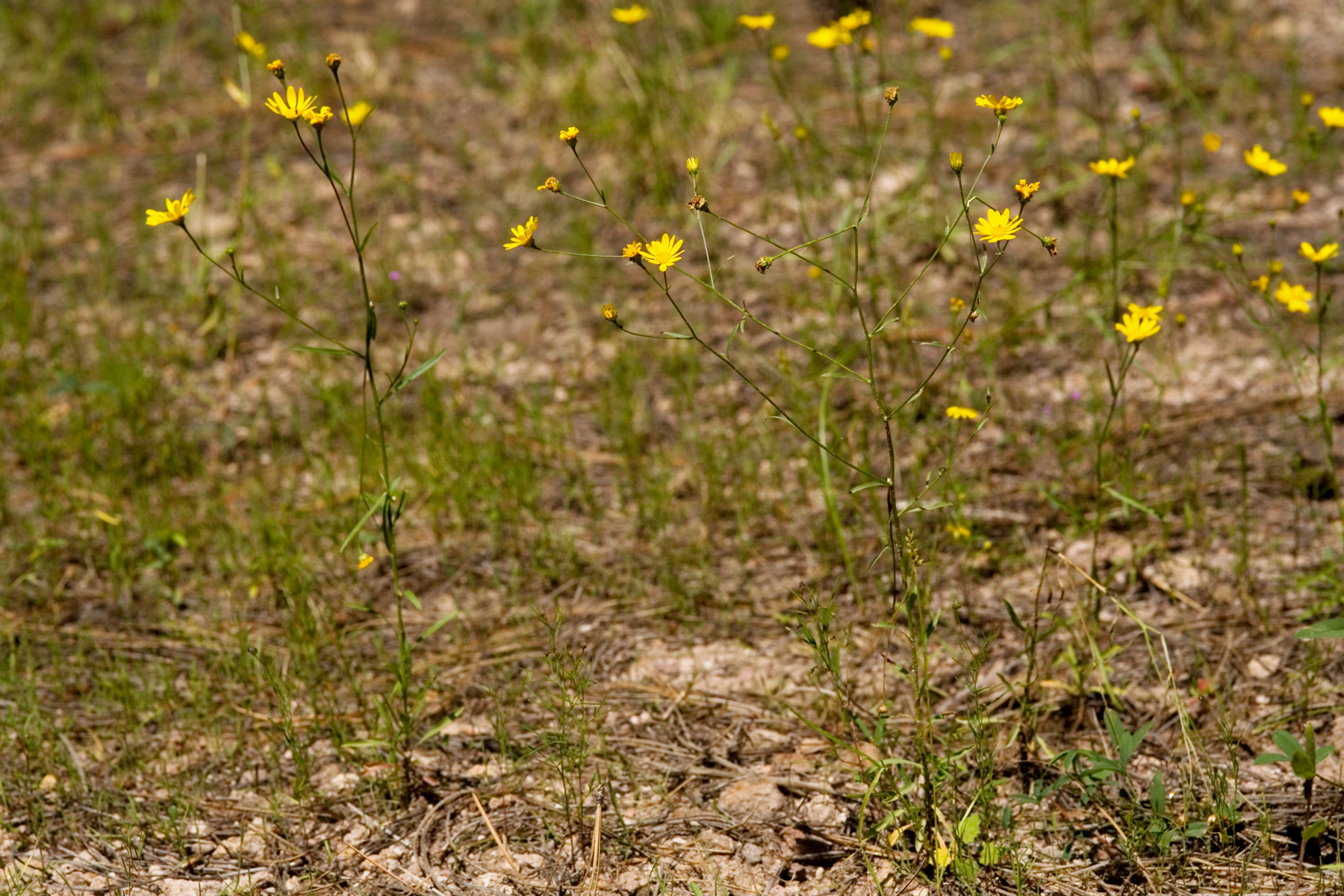
Il portamento
- Gutierrezia wrightii

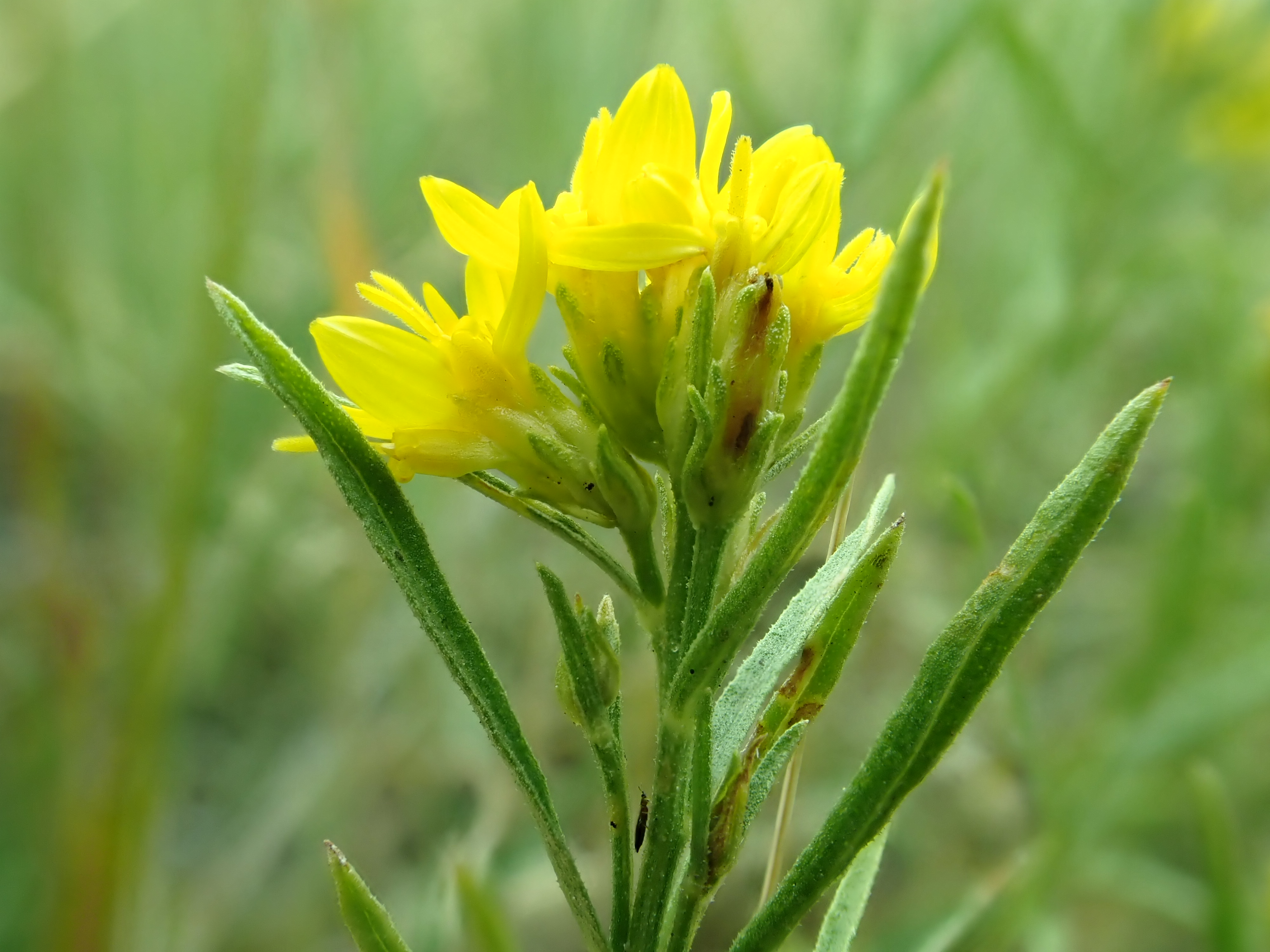
Le foglie
- Gutierrezia sarothrae

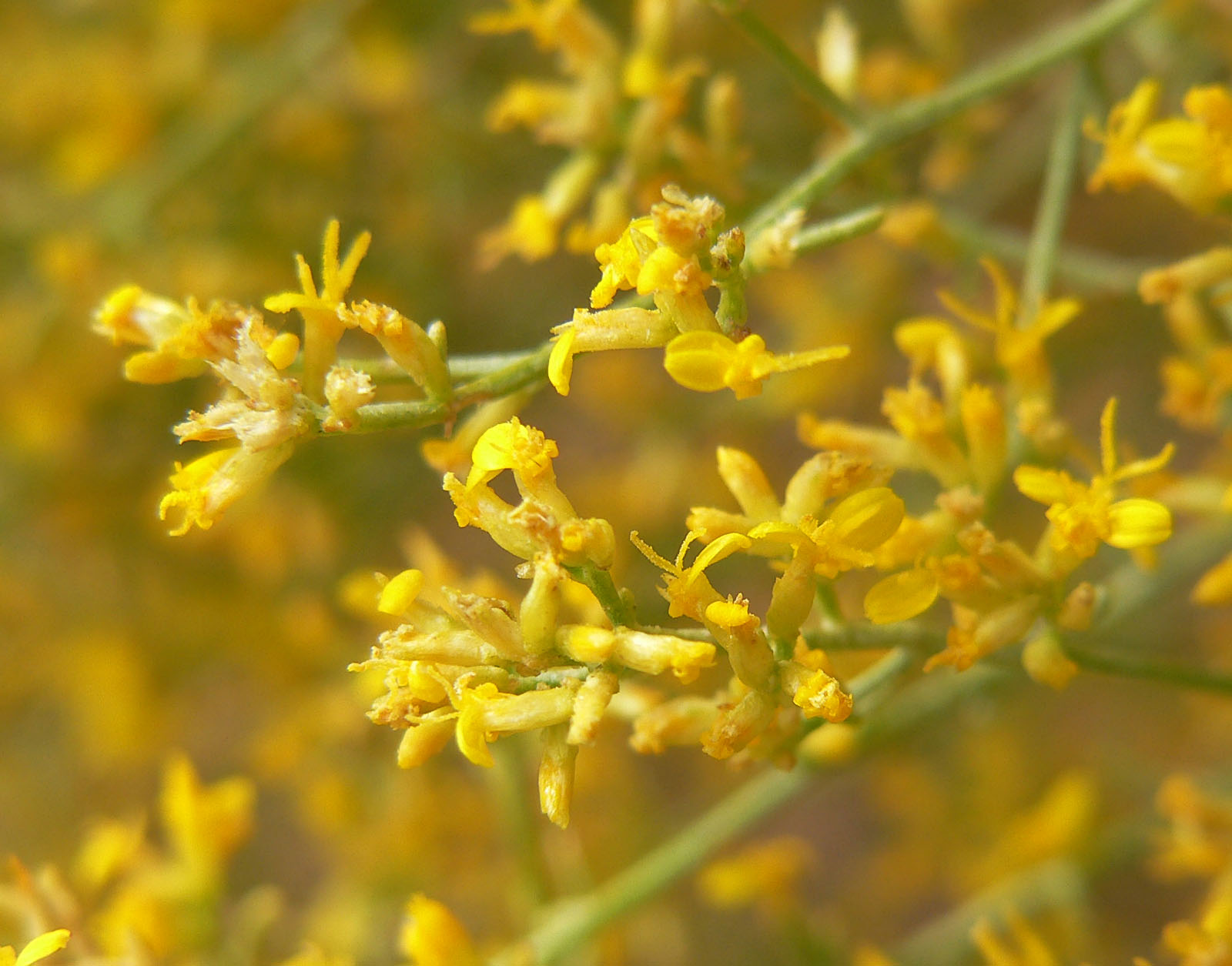
Infiorescenza
- Gutierrezia microcephala

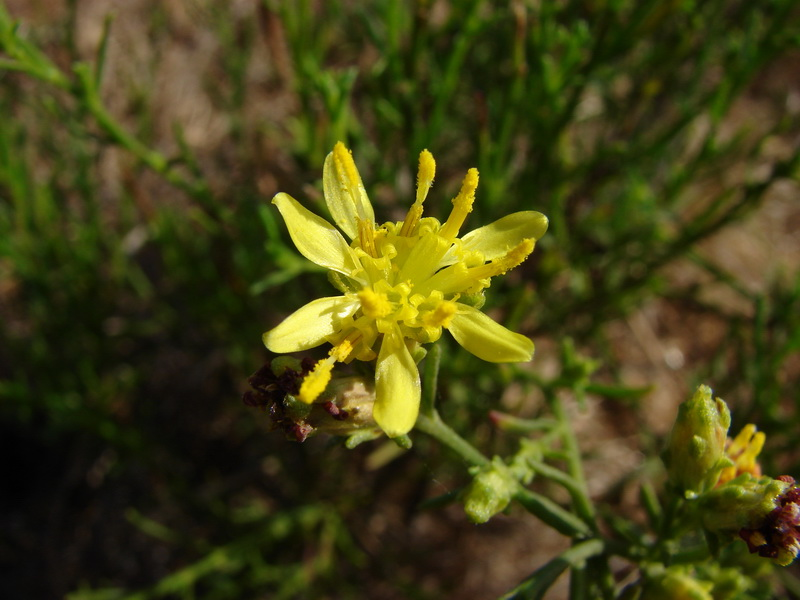
I fiori
- Gutierrezia resinosa

Portamento. Le specie di questo genere hanno un habitus di tipo erbaceo annuale o perenne, anche piccolo-arbustivo.
Fusto. La parte aerea in genere è eretta, semplice o ramosa. 
Foglie. Le foglie, decorrenti lungo il caule, sono disposte in modo alternato, per lo più sessili. La lamina è semplice con forme da lineari a lanceolate o spatolate con 1 nervatura parallele. Sulla superficie possono essere presenti dei punti ghiandolari.
Infiorescenza. Le sinflorescenze sono sia scapose (capolini solitari) che composte da 3 - 6 capolini raccolti in formazioni varie. Le infiorescenze vere e proprie sono composte da un capolino terminale peduncolato di tipo radiato. I capolini sono formati da un involucro, con forme da cilindriche a campanulate, composto da diverse brattee, al cui interno un ricettacolo fa da base ai fiori di due tipi: fiori del raggio e fiori del disco. Le brattee, piatte e a consistenza erbacea (sono coriacee nella parte basale), sono disposte in modo più o meno embricato e scalato su 2 - 4 serie. Il ricettacolo possiede dei peli uncinati; la forma è piatta o colonnare.
Fiori.  I fiori sono tetra-ciclici (formati cioè da 4 verticilli: calice – corolla – androceo – gineceo) e pentameri (calice e corolla formati da 5 elementi). Si distinguono in:
- fiori del raggio (esterni): sono da 1 a 30 per capolino (possono essere assenti); sono femminili; la forma è ligulata (zigomorfa);
- fiori del disco (centrali): sono più numerosi con forme brevemente tubulose (attinomorfe); sono ermafroditi.

- Formula fiorale:

*/x K {\displaystyle \infty }, [C (5), A (5)], G 2 (infero), achenio
- Calice: i sepali del calice sono ridotti ad una coroncina di squame.

- Corolla:

- fiori del raggio: la forma della corolla alla base è più o meno tubulosa, mentre all'apice è ligulata; la ligula, avvolta, può terminare con alcuni denti; il colore è giallo o bianco;
- fiori del disco: la forma è tubulare-imbutiforme bruscamente divaricata in 5 lobi; i lobi, eretti, hanno una forma deltata; il colore è giallo o bianco.

- Androceo: l'androceo è formato da 5 stami sorretti da filamenti generalmente liberi; gli stami sono connati e formano un manicotto circondante lo stilo con inserzione nella giunzione tra il tubo della corolla e il lembo; le teche (produttrici del polline) alla base sono troncate e sono lievemente auricolate (molto raramente sono speronate o hanno una coda); le appendici apicali delle antere hanno delle forme piatte e lanceolate; il tessuto endoteciale (rivestimento interno dell'antera) è quasi sempre polarizzato (con due superfici distinte: una verso l'esterno e una verso l'interno). Il polline è sferico con un diametro medio di circa 25 micron;  è tricolporato (con tre aperture sia di tipo a fessura che tipo isodiametrica o poro) ed è echinato (con punte sporgenti).[10][12]

- Gineceo: l'ovario è infero uniloculare formato da 2 carpelli.[6] Lo stilo (il recettore del polline) è profondamente bifido (con due stigmi divergenti) e con le linee stigmatiche marginali separate.[13] I due bracci dello stilo hanno una forma lineare-lanceolata e possono essere papillosi o ricoperti da ciuffi di peli.

Frutti. I frutti sono degli acheni con pappo. Gli acheni, con forme da clavate a cilindriche, sono lateralmente compressi con diverse nervature; la superficie è setolosa. Il pappo è formato da 1 - 2 serie di scaglie connate alla base o, in alcune specie, fortemente ridotte.

## Biologia
Impollinazione: l'impollinazione avviene tramite insetti (impollinazione entomogama tramite farfalle diurne e notturne).

Riproduzione: la fecondazione avviene fondamentalmente tramite l'impollinazione dei fiori (vedi sopra).

Dispersione: i semi (gli acheni) cadendo a terra sono successivamente dispersi soprattutto da insetti tipo formiche (disseminazione mirmecoria). In questo tipo di piante avviene anche un altro tipo di dispersione: zoocoria. Infatti gli uncini delle brattee dell'involucro (se presenti) si agganciano ai peli degli animali di passaggio disperdendo così anche su lunghe distanze i semi della pianta. Inoltre per merito del pappo il vento può trasportare i semi anche a distanza di alcuni chilometri (disseminazione anemocora).

## Distribuzione e habitat
Le specie di questo genere sono distribuite nel Nuovo Mondo (zone temperate dal Canada all'Argentina).

## Sistematica
La famiglia di appartenenza di questa voce (Asteraceae o Compositae, nomen conservandum) probabilmente originaria del Sud America, è la più numerosa del mondo vegetale, comprende oltre 23.000 specie distribuite su 1.535 generi, oppure 22.750 specie e 1.530 generi secondo altre fonti (una delle checklist più aggiornata elenca fino a 1.679 generi). La famiglia attualmente (2021) è divisa in 16 sottofamiglie; la sottofamiglia Asteroideae è una di queste e rappresenta l'evoluzione più recente di tutta la famiglia.

### Filogenesi
La tribù Astereae (una delle 21 tribù della sottofamiglia Asteroideae) comprende circa 40 sottotribù. In base alle ultime ricerche nella tribù sono stati individuati (provvisoriamente) 5 principali lignaggi:
- Basal grade: include alcuni generi isolati, il gruppo "South American-Oceania",  alcune sottotribù africane e il gruppo dei generi legnosi del Madagascar.
- Bellis lineage: comprende le sottotribù eurasiatiche e una sottotribù africana.
- Aster lineage: include i generi asiatici di Asterinae e i principali gruppi dell'Australia e dell'Oceania.
- Baccharis lineage: include alcuni gruppi sudamericani.
- North American lineage: include la vasta gamma di sottotribù del Nordamerica, Messico e alcuni gruppi distribuiti nel Sudamerica.

Il genere  Gutierrezia  (insieme alla sottotribù Gutierreziinae) è incluso nel lignaggio "North American lineage". In precedenti trattazioni le specie di questo genere erano descritte all'interno della sottotribù Solidagininae. In base a ricerche di tipo filogenetico il genere di questa voce, nell'ambito della sottotribù, occupa una posizione più o meno centrale insieme ai generi Amphiachyris, Euthamia e Gymnosperma.
I caratteri distintivi del genere sono:
- i capolino sono terminali;
- i fiori del raggio sono presenti e quelli del disco in genere sono più di 3;
- il pappo è formato da scaglie disposte su 1 - 2 serie.

Il numero cromosomico delle specie di questo genere è: 2n = 8.

### Elenco delle specie
Questo genere ha 35 specie:
- Gutierrezia ameghinoi Speg.
- Gutierrezia argyrocarpa Greenm.
- Gutierrezia arizonica (A.Gray) M.A.Lane
- Gutierrezia baccharoides Sch.Bip.
- Gutierrezia californica (DC.) Torr. & A.Gray
- Gutierrezia chubutensis Ratto & Adr.Bartoli
- Gutierrezia conoidea (Hemsl.) M.A.Lane
- Gutierrezia dunalii (Spreng.) G.L.Nesom
- Gutierrezia elegans Al Schneid. & P.Lyon
- Gutierrezia espinosae Acevedo
- Gutierrezia gayana (J.Rémy) Reiche
- Gutierrezia gilliesii Griseb.
- Gutierrezia grandis S.F.Blake
- Gutierrezia isernii Phil.
- Gutierrezia leucantha Cabrera
- Gutierrezia mandonii (Sch.Bip.) Solbrig
- Gutierrezia megalocephala (Fernald) G.L.Nesom
- Gutierrezia mendocina Ratto & Adr.Bartoli
- Gutierrezia microcephala (DC.) A.Gray
- Gutierrezia neaeana Sch.Bip.
- Gutierrezia petradoria (S.L.Welsh & Goodrich) S.L.Welsh
- Gutierrezia pomariensis (S.L.Welsh) S.L.Welsh
- Gutierrezia ramulosa (Greene) M.A.Lane
- Gutierrezia repens Griseb.
- Gutierrezia resinosa (Hook. & Arn.) S.F.Blake
- Gutierrezia sarothrae (Pursh) Britton & Rusby
- Gutierrezia sericocarpa (A.Gray) M.A.Lane
- Gutierrezia serotina Greene
- Gutierrezia solbrigii Cabrera
- Gutierrezia spathulata (Phil.) Kurtz
- Gutierrezia sphaerocephala A.Gray
- Gutierrezia taltalensis Phil.
- Gutierrezia texana (DC.) Torr. & A.Gray
- Gutierrezia tortosae Ratto & Adr.Bartoli
- Gutierrezia wrightii A.Gray

### Sinonimi
Sono elencati alcuni sinonimi per questa entità:
- Brachyachyris Spreng.
- Brachyris  Nutt.
- Greenella  A.Gray
- Hemiachyris  DC.
- Odontocarpha  DC.